# Karl August Friedrich Samwer

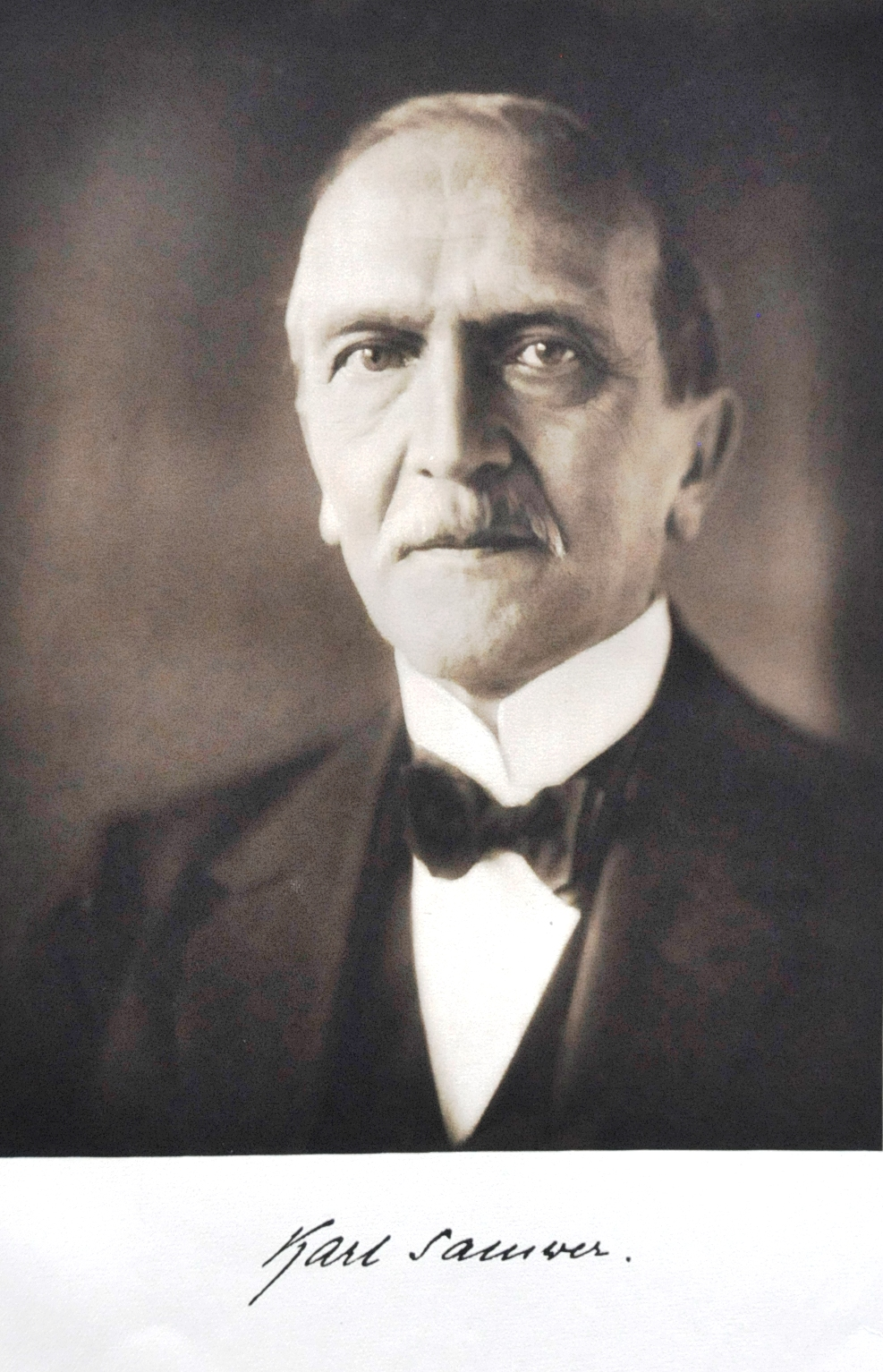
Samwer, etwa 60-jährig

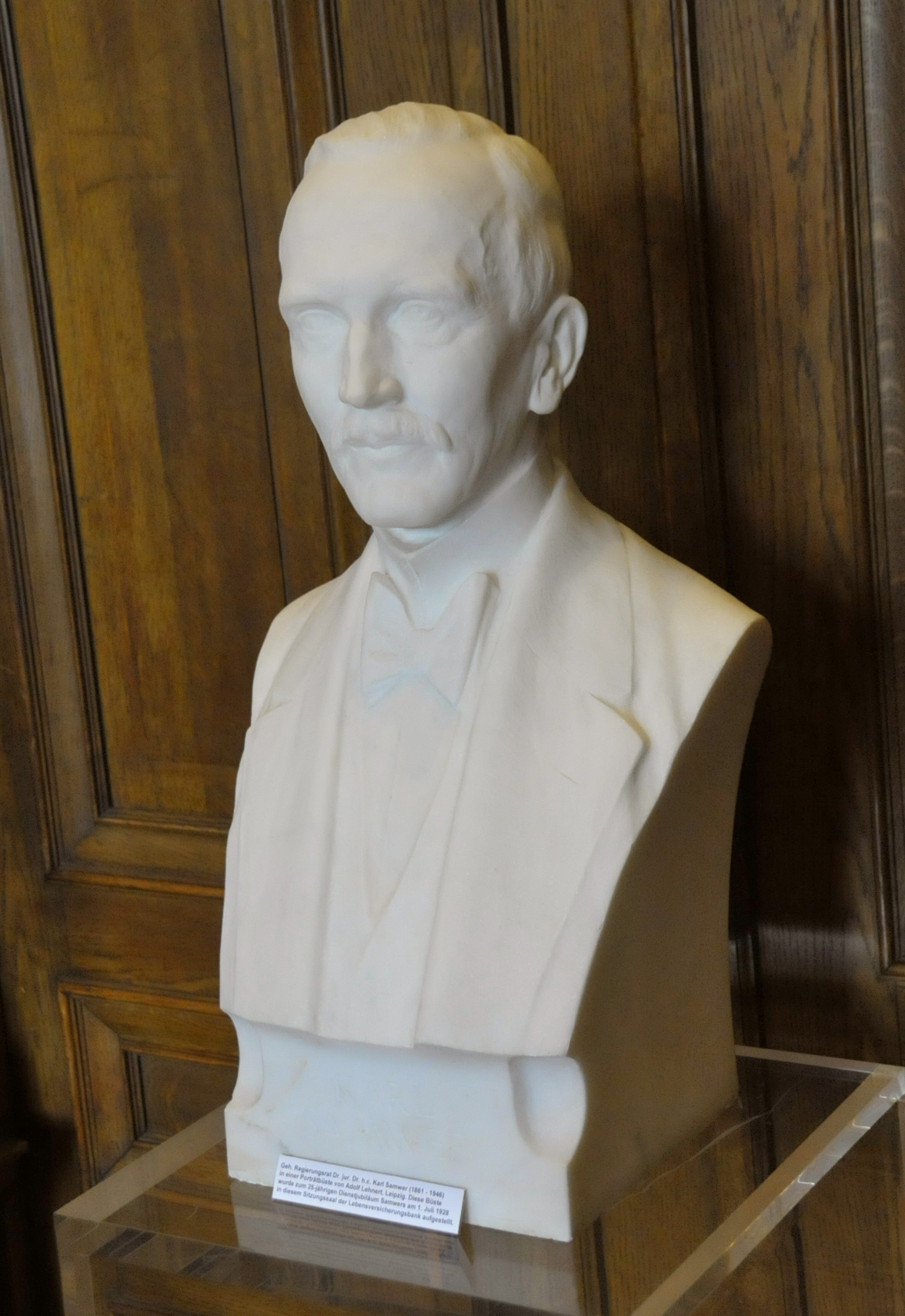
Porträtbüste im Deutschen Versicherungsmuseum in Gotha, am 1. Juli 1928 aufgestellt anlässlich des 25-jährigen Dienstjubiläums Samwers. Künstler: Adolf Lehnert

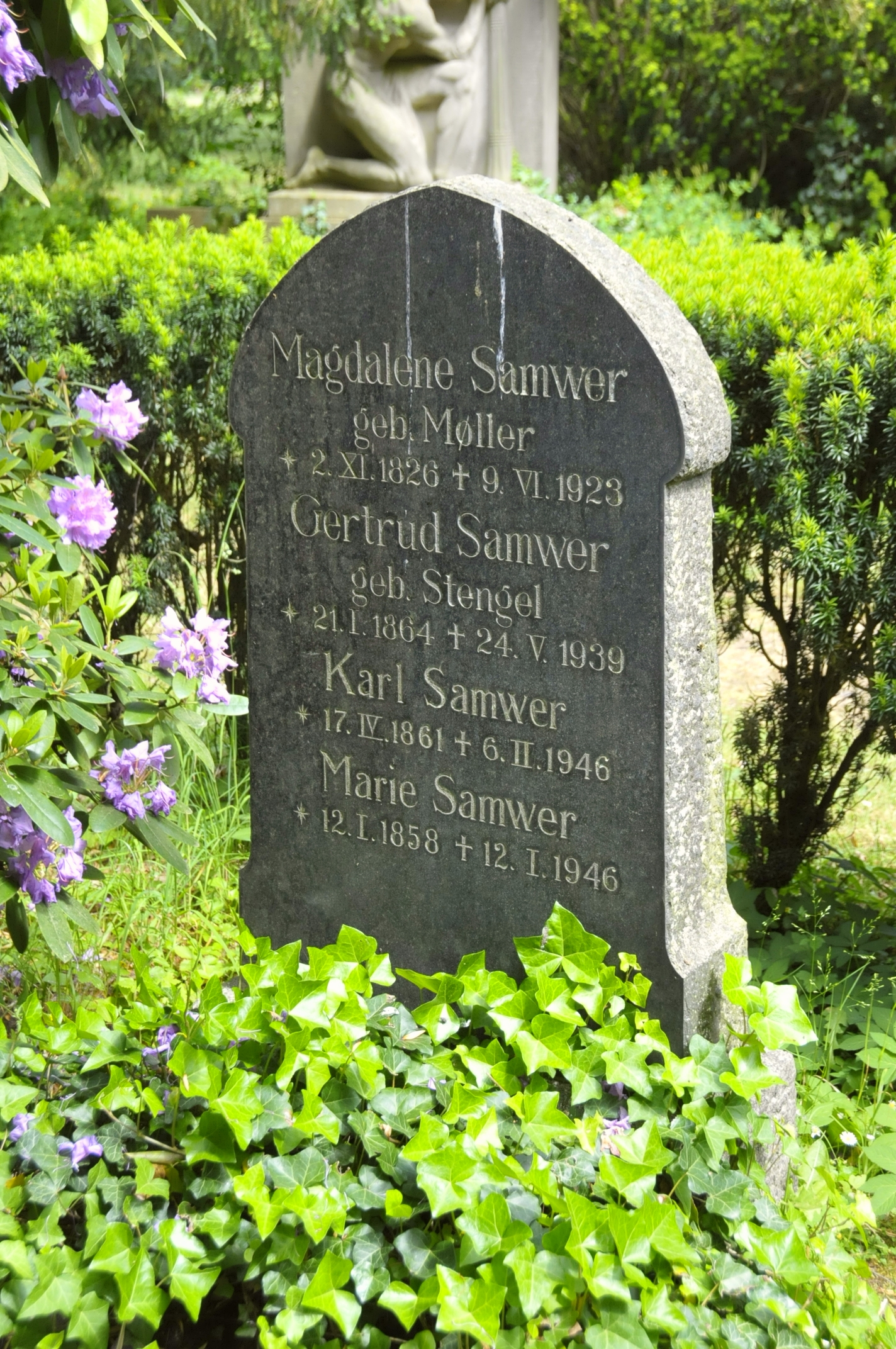
Grabstein auf dem Hauptfriedhof Gotha

Karl August Friedrich Samwer (* 17. April 1861 in Gotha; † 6. Februar 1946 ebenda) war ein deutscher Jurist und Direktor der Gothaer Versicherungen.

## Leben
Karl Samwer wurde geboren als Sohn des Juristen Karl Friedrich Lucian Samwer. Er besuchte das Gymnasium Ernestinum und studierte anschließend in Leipzig und Berlin Rechtswissenschaft. 1883 promovierte Samwer Ueber das Verhältniß der Schenkung von Todes wegen zur Schenkung unter Lebenden und zum Vermächtniß in Leipzig. Seine Referendarausbildung in Gotha, Kiel und Wandsbek schloss er 1889 mit dem Examen als Assessor ab. 1891 nahm er eine Tätigkeit bei der Gothaer Lebensversicherungsbank auf, deren Vorstand er ab 1895 angehörte. 1903, nach der Pensionierung von Arwed Emminghaus, wurde er schließlich deren Generaldirektor und behielt dieses Amt bis 1930. Er bewohnte bis zu seinem Tode 1946 die Villa Glenck, Mozartstraße 5.
Als in den Jahren 1922/23 durch Inflation die Devisenverpflichtungen aus Versicherungsverträgen den Bestand der Gesellschaft bedrohten, gelang es ihm durch Trennung von Alt- und Neugeschäft und Verhandlungen mit ausländischen Regierungen, die Gesellschaft zu retten. 1924 wurde unter seiner Leitung die Tochtergesellschaft Gothaer Allgemeine Versicherung AG gegründet.
Neben seinen Tätigkeiten bei den Gothaer Versicherungen und versicherungswissenschaftlichen Publikationen engagierte er sich im Gemeinwesen: Von 1890 bis 1894 war er Armenpfleger der Stadt, von 1896 bis 1903 Mitglied der Armenkommission und von 1898 bis 1909 Mitglied des Schulvorstands für die Volksschulen. Zwischen 1903 und 1919 war Karl Samwer Stadtverordneter, davon zwölf Jahre als Stadtverordnetenvorsteher.

## Familie
Samwer war verheiratet mit Gertrud (21. Januar 1864–24. Mai 1939), einer Tochter des Heidelberger Professors der Landwirtschaftslehre Adolph Stengel. Samwer hatte zwei Söhne: Friedrich Samwer und Adolf Franz Samwer. Letzterer war ebenfalls im Versicherungswesen tätig.
Der Grabstein auf dem Hauptfriedhof Gotha trägt außer seinem Namen noch die Namen seiner Mutter Magdalene (geb. Møller), seiner Frau und seiner Schwester Marie (12. Januar 1858 bis 12. Januar 1946).

## Auszeichnungen
- 1927: Ehrendoktorwürde der Universität Jena: Dr. rer. pol. h. c. am 17. Juli 1927 „Anläßlich des 100jährigen Jubiläums der von ihm geleiteten Anstalt und in Anerkennung seiner Verdienste um das Versicherungswesen und als Historiker.“[4]
- 1931: Ehrenbürger der Stadt Gotha
- 1931: Ehrenvorsitz des Verbandes Deutscher Lebensversicherungsgesellschaften
- 1940: Ehrenvorsitz des Vereins für Versicherungswissenschaft
- korrespondierendes Mitglied des Institute of Actuaries in London

## Schriften
- Geschichte des Verbandes deutscher Lebensversicherungsgesellschaften von 1896 bis 1932. Mittler, Berlin 1933.
- Gothaer Lebensversicherungsbank A. G. Abschied und Willkommen der Generaldirektoren K. Samwer und H. Ullrich an der Jahreswende 1930/31. Gothaer Lebensversicherungsbank, Gotha 1931.
- Hundert Jahre Gothaer Lebensversicherungsbank auf Gegenseitigkeit 1827-1927. Engelhard-Reyhersche Hofbuchdruckerei, Gotha 1927.
- Fritz Bergmann. Stürtz, Würzburg 1921.
- Vorschläge zur Verdeutschung entbehrlicher Fremdwörter im Versicherungswesen. Mittler, Berlin 1916.
- Zur Erinnerung an Arwed Emminghaus. Fischer, Jena 1916.

## Kunstwerke
- 1927: Büste von Adolf Lehnert, abgebildet in: Hartmut Coch: Bildhauer Adolf Lehnert Leipzig und die Schule der Medailleure an der Akademie für Graphische Künste und Buchgewerbe. Selbstverlag, Saalfeld 1993, S. 8.
- 1931: Ölgemälde von E. Fröhlich